# William Louis Culberson
 (mai 2019).
Si vous disposez d'ouvrages ou d'articles de référence ou si vous connaissez des sites web de qualité traitant du thème abordé ici, merci de compléter l'article en donnant les références utiles à sa vérifiabilité et en les liant à la section « Notes et références ».
William Louis Culberson est un spécialiste des lichens américain, né le 5 avril 1929 à Indianapolis et mort le 8 février 2003 au Duke University Hospital de Durham (Caroline du Nord) des suites d’un cancer.

## Biographie
Il est le fils de Louis Henry Culberson et de Lucy née Hellman. Il obtient son Bachelor of Sciences à l’université de Cincinnati où Emma Lucy Braun (1889-1971) et Margaret Hannah Fulford (1904-1999) l’initient à l’étude des lichens. Il obtient un diplôme d'études supérieures à Paris et un Ph. D. à l’université du Wisconsin en 1954 sous la direction de John William Thompson (1890-???). Il commence alors à travailler au département de botanique à l’université Duke en 1955 et fait des recherches post-doctorales à l’université Harvard.
Il rencontre sa future femme, Chicita, dans une classe d’allemand de l’université de Cincinnati, il l’a persuade de le suivre dans le Wisconsin et de faire une maîtrise en sciences en chimie. C’est le début d’une relation fructueuse sur la chimie et la taxinomie des lichens.
Culberson devient le président de la Société botanique d'Amérique et de l’American Bryological and Lichenological Society, il dirige en outre les publications de ces deux sociétés.